# Hydrotaea maculithorax
Hydrotaea maculithorax este o specie de muște din genul Hydrotaea, familia Muscidae, descrisă de Stein în anul 1913. Conform Catalogue of Life specia Hydrotaea maculithorax nu are subspecii cunoscute.